# Davejean
Davejean – miejscowość i gmina we Francji, w regionie Oksytania, w departamencie Aude.
Według danych na rok 1990 gminę zamieszkiwało 130 osób, a gęstość zaludnienia wynosiła 10 osób/km² (wśród 1545 gmin Langwedocji-Roussillon Davejean plasuje się na 773. miejscu pod względem liczby ludności, natomiast pod względem powierzchni na miejscu 604.).